# 朝日龍克宗
朝日龍 克宗（あさひりゅう かつひろ、1995年4月22日 - ）は、モンゴル国ウランバートル市出身で、朝日山部屋（入門時は尾車部屋）所属の元大相撲力士。本名はバトゾリグ・デンゼンサムブー。身長182cm、体重127kg。最高位は東幕下23枚目（2017年3月場所・11月場所・2018年11月場所）。

## 来歴
デンゼンサムブー少年はモンゴル時代には柔道に親しみ、16歳の時にモンゴルで2位になっている。2013年に日本の鳥取城北高校に相撲留学すると、相撲部のレギュラーとして3年次に選抜高校相撲宇佐大会で団体優勝、個人3位などの実績を残した。高校卒業後の2015年からは鳥取県体育協会に就職した。しかし、もともとプロ入りの意向を持っていたため、朝日山親方（元関脇・琴錦）の内弟子として尾車部屋に入門し、2016年3月の新弟子検査に合格した。
新弟子検査合格後は尾車部屋で朝日山の指導を受けながら興行ビザの取得を待ち、「朝日龍」の四股名で2016年5月場所で初土俵を踏んだ。場所後の6月1日付で尾車部屋から朝日山が師匠を務める朝日山部屋が独立することが認められると、これに同行して7月場所からは朝日山部屋の所属力士となった。7月場所直前には横綱日馬富士から指導をしたいと声をかけられて横綱の所属する伊勢ヶ濱部屋へ行くなど積極的な出稽古をこなし、序ノ口だった同場所は6勝1敗の好成績で終えた。続く9月場所は序二段で6勝1敗で終えて、11月場所では三段目に昇進。三段目では7戦全勝で優勝決定戦まで進んだが、常幸龍に敗れて三段目優勝はならなかった。
2017年1月場所は新幕下で初日から土つかずの6連勝としたが、幕下優勝のかかる全勝同士の7番相撲で石橋に敗れて幕下優勝はならなかった。同年夏巡業から一門の横綱である日馬富士の付け人を務めたが、日馬富士は11月場所限りで引退したため、日馬富士の付け人は短期間で終わった。
2017年11月場所からは軽量が祟って2場所連続負け越し。相手に胸を合わせられると苦戦した。
2019年1月26日、本人のTwitterにて2018年11月場所で引退となった旨の投稿があった。
引退後はモンゴルへ帰国し、ウランバートルで家業を手伝っていくとのことである。

## エピソード
- 2017年1月場所では元関取との取組もあったが、「土俵に上がれば関係ない。俺の方が強いと思った」と、強気な発言もあった[18]。
- 2017年秋巡業中に収録された好角家で知られる芸人である杉岡みどりとのトークライブでは、付け人として関取の体を触ろうとする観客を制止することや観客がサイン用のペンで化粧廻しを誤って汚さないように関取をガードすることが付け人の巡業における仕事であると語っている[19]。
- 2018年1月場所後のコラムでは一門の若者頭である白岩に「大きい相手にも真っ向勝負の相撲で力をつけている。引かずに前に出る相撲を心がけてほしい」と評価された[20]。

## 主な成績

### 通算成績
- 通算成績：63勝42敗7休（17場所）

### 場所別成績
| | 一月場所 初場所（東京） | 三月場所 春場所（大阪） | 五月場所 夏場所（東京） | 七月場所 名古屋場所（愛知） | 九月場所 秋場所（東京） | 十一月場所 九州場所（福岡） |
| --- | ----------------------- | ----------------------- | ----------------------- | --------------------------- | ----------------------- | --------------------------- |
| 2016年 （平成28年） | x                       | x                       | （前相撲）              | 東序ノ口23枚目 6–1          | 東序二段45枚目 6–1      | 西三段目79枚目 7–0          |
| 2017年 （平成29年） | 東幕下51枚目 6–1        | 東幕下23枚目 3–4        | 西幕下31枚目 4–3        | 東幕下24枚目 3–4            | 東幕下34枚目 5–2        | 東幕下23枚目 3–4            |
| 2018年 （平成30年） | 東幕下28枚目 3–4        | 西幕下37枚目 4–3        | 西幕下29枚目 3–4        | 西幕下36枚目 4–3            | 西幕下28枚目 4–3        | 東幕下23枚目 2–5            |
| 2019年 （平成31年 /令和元年） | 西幕下40枚目 引退 0–0–7 | x                       | x                       | x                           | x                       | x                           |
| 各欄の数字は、「勝ち-負け-休場」を示す。 優勝 引退 休場 十両 幕下 三賞：敢=敢闘賞、殊=殊勲賞、技=技能賞 その他：★=金星 番付階級：幕内 - 十両 - 幕下 - 三段目 - 序二段 - 序ノ口 幕内序列：横綱 - 大関 - 関脇 - 小結 - 前頭（「#数字」は各位内の序列） |                         |                         |                         |                             |                         |                             |

1. ↑  三段目優勝決定戦進出

## 改名歴
- 朝日龍 克宗（あさひりゅう かつひろ）2016年5月場所 - 2019年1月場所